# WPS Kramatorsk
WPS Kramatorsk (ukr. ФК «ВПС» Краматорськ) – ukraiński klub piłkarski z siedzibą w mieście Kramatorsk, na wschodzie kraju, działający w roku 1998.

## Historia
Chronologia nazw:
- 1998: WPS Kramatorsk (ukr. ФК «ВПС» Краматорськ)
- 1999: klub rozwiązano

Klub piłkarski WPS został założony w Kramatorsku w 1998 roku i reprezentował Wojskowo-Powietrzne Siły Ukrainy (WPS Ukrainy). Twórcą drużyny był krymski przedsiębiorca Wołodymyr Nowikow (z Kramatorskiem związany poprzez studia na jednej z tutejszych uczelni), który wcześniej był trenerem i prezesem klubu piłkarskiego Suroż z Sudaka. Projekt był wspierany przez dowództwo Sił Powietrznych Ukrainy i władze miasta Kramatorsk. Klub zgłosił się do Drugiej ligi mistrzostw Ukrainy wkrótce po swoim powstaniu, nie posiadając jednak herbu klubowego i nie uiszczając wpisowego. Głównym trenerem drużyny został jej prezes Wołodymyr Nowikow. Zespół swój debiutancki mecz rozegrał 6 sierpnia 1998 roku w Romnach, gdzie przegrał z miejscowym Ełektronem wynikiem 0:1. Na pierwszy mecz w historii klubu zgłosiło się zaledwie 14 zawodników, głównie krymskich piłkarzy, którzy wcześniej grali w "Surożu". Barw drużyny broniło także kilku zawodników, którzy byli żołnierzami Sił Powietrznych Ukrainy. Drużyna stała się jednym z beznadziejnych outsiderów ligi, w jesiennej części mistrzostw odniosła tylko jedno zwycięstwo i zdobyła 4 gole. W związku z zaległościami w składkach członkowskich PFL Ukrainy drużynie odjęto 6 punktów, w wyniku czego klub zakończył pierwszą rundę debiutanckiego sezonu ze wskaźnikiem -1 w kolumnie "Punkty". W przerwie zimowej władze miasta podjęły decyzję o zaprzestaniu finansowania drużyny, w wyniku czego klub nie awansował do drugiej rundy, a w pozostałych meczach przypisywano mu porażki techniczne. Podczas gdy drużyna na Krymie rozpoczynała przygotowania do wiosennych zmagań, władze Kramatorska ostatecznie zdecydowały, że od nowego roku 1999 skupią się wyłącznie na lokalnej piłce nożnej. Na początku 1999  klub został rozwiązany, a jego zarząd nigdy nie uiścił wpisowego i nie wypłacił wynagrodzeń zawodnikom.

## Sukcesy

### Trofea międzynarodowe
Nie uczestniczył w rozgrywkach europejskich (stan na 31-05-2024).

### Trofea krajowe
| \| \| Zdobyte trofea w rozgrywkach Ukrainy (stan na: 31-05-2024) \| |                                                            |      |          |
| Rozgrywki                                                           | Osiągnięcie                                                | Razy | Sezon(y) |
| · Mistrzostwo                                                       | I miejsce                                                  | 0    |          |
| · Mistrzostwo                                                       | II miejsce                                                 | 0    |          |
| · Mistrzostwo                                                       | III miejsce                                                | 0    |          |
| Puchar                                                              | zdobywca                                                   | 0    |          |
| Puchar                                                              | finalista                                                  | 0    |          |
| II liga                                                             | I miejsce                                                  | 0    |          |
| II liga                                                             | II miejsce                                                 | 0    |          |
| II liga                                                             | III miejsce                                                | 0    |          |
| Ukraina                                                             | Zdobyte trofea w rozgrywkach Ukrainy (stan na: 31-05-2024) |      |          |

## Poszczególne sezony

### Rozgrywki międzynarodowe

#### Europejskie puchary
Klub nie uczestniczył w rozgrywkach europejskich.

### Rozgrywki krajowe
| \| Ukraina \| Bilans występów klubu w rozgrywkach piłkarskich Ukrainy (Stan na 31 maja 2024 r.) \| \| |                                                                                   |        |       |   |   |   |    |    |     |         |        |        |      |
| Poziom                                                                                                | Rozgrywki                                                                         | Sezony | Mecze | Z | R | P | B+ | B– | Pkt | Lata    | Awanse | Spadki | Naj. |
| I | Wyszcza liha / Premier-liha                                                       | 0      |       |   |   |   |    |    |     |         |        |        |      |
| II | Persza liha                                                                       | 0      |       |   |   |   |    |    |     |         |        |        |      |
| III                                                                                                   | Druha liha                                                                        | 1      |       |   |   |   |    |    |     | 1998/99 | 0      | 1      | 14   |
| IV | Perechidna liha / Tretia liha / Amatorska liha                                    | 0      |       |   |   |   |    |    |     |         |        |        |      |
| | Puchar Ukrainy                                                                    | 0      |       |   |   |   |    |    |     |         |        |        |      |
| Ukraina                                                                                               | Bilans występów klubu w rozgrywkach piłkarskich Ukrainy (Stan na 31 maja 2024 r.) |        |       |   |   |   |    |    |     |         |        |        |      |

## Struktura klubu

### Stadion
Drużyna rozgrywa swoje mecze domowe w Kramatorsk na stadionie Bluming, który może pomieścić 10.000 widzów.

### Sponsorzy
- Siły Powietrzne Ukrainy
- Urząd Miejski w Kramatorsku.

## Kibice i rywalizacja z innymi klubami

### Derby
- Słowchlib Słowiańsk
- Szachtar Gorłówka